# Macho cabrío
El macho cabrío (en griego τράγος, «tragedia» o, según el momento y lugar, «quimera», χιμαιρια) tuvo culto en la comunidad rural griega de Arcadia como símbolo de la fertilidad. Es un gran mamífero rumiante caprino, macho de la cabra. Se caracteriza por sus cuernos en forma más o menos de lira (en algunos los cuernos se curvan hacia atrás), por su duro pelaje y por tener una barba estrecha en la mandíbula inferior. Según los distintos lugares, se le conoce también como chivo, buco, cabro, bode, etc.
Algunos historiadores, como Heródoto, hablan del culto al macho cabrío en Egipto, por lo que pudiera estar relacionado con el culto griego. Charles Godfrey Leland, en Aradia o el evangelio de las brujas, menciona la conexión entre el macho cabrío y la brujería de la tradición italiana. Pierre de Lancre, en Tableau de l'inconstance des mauvais anges et démons, describe las reuniones de los aquelarres de brujas presididas por el diablo en forma de macho cabrío, relacionándolas con la brujería de la cultura vasca.

## El macho cabrío como simbolismo

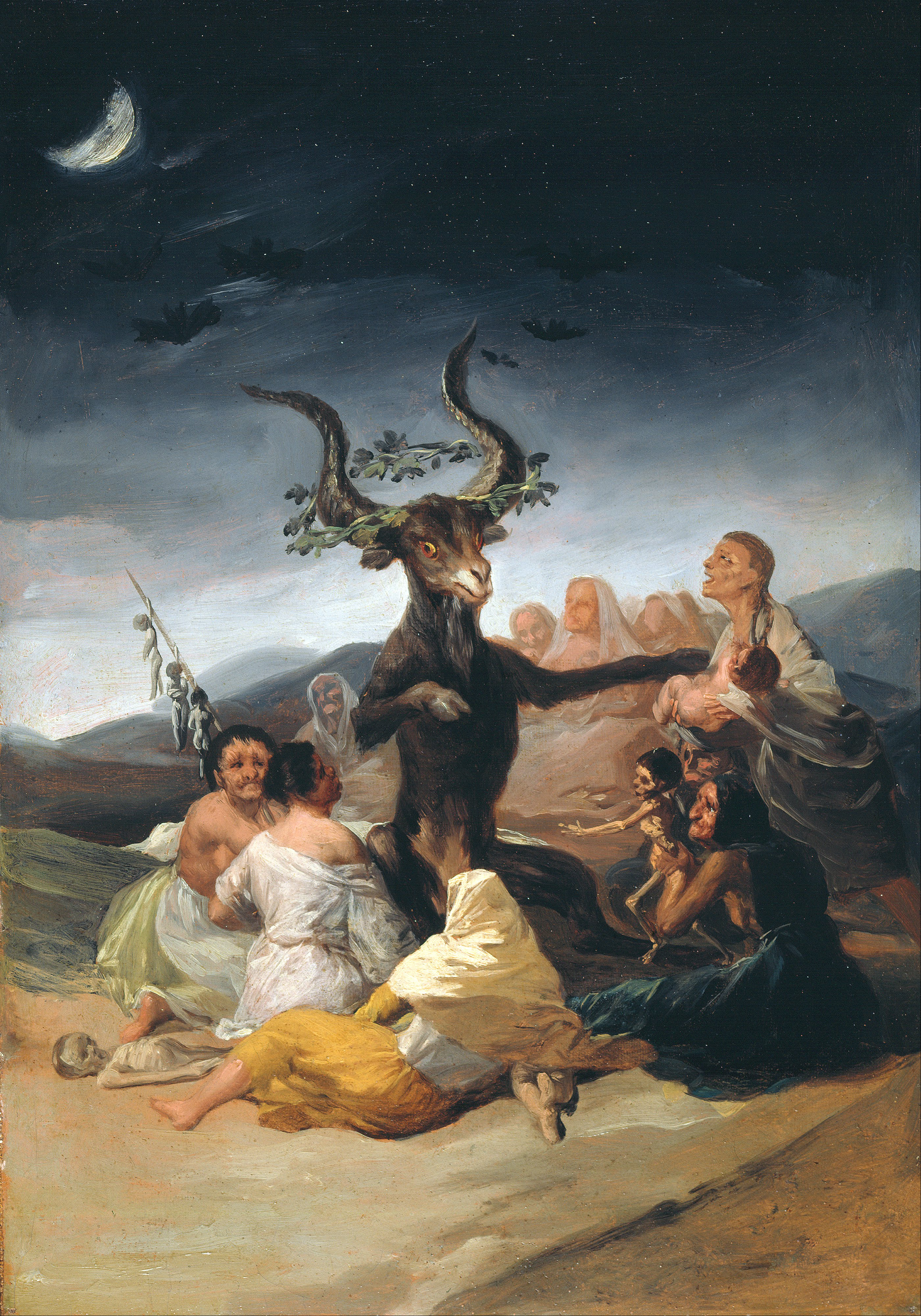
El aquelarre, de Goya.

Los mendesios consideran que Pan forma parte del número de los ocho dioses y dicen que esos ocho fueron anteriores a los doce dioses. Pues bien, los pintores y los escultores representan y esculpen la imagen de Pan como lo hacen los griegos, con cabeza de cabra y patas de macho cabrío. Los mendesios, pues, veneran a todos los animales de raza caprina y, más que a las hembras, a los machos, por quienes los cabreros tienen más consideración; y, en concreto, hay uno de esos animales que, cuando muere, causa gran consternación en todo el nomo mendesio. Por cierto que, en lengua egipcia, el macho cabrío y el dios Pan reciben el nombre de Mendes [Banebdyedet]. Se dice que un macho cabrío se apareaba a la luz pública con una mujer; este hecho llegó a ser objeto de exhibición general.
Con el tiempo, el antiguo culto arcadiano derivó en el dios Pan, representado con cuernos y patas cabrías, y en la cultura cristiana medieval se asoció a Satanás, sobre todo cuando se le involucraba en ritos satánicos y con aquelarres (palabra que proviene de Aker, "macho cabrío" en euskera). Se asocia además dentro del satanismo por razón de que Jesús es conocido como el buen pastor, y su rebaño le reconoce y le sigue, sin embargo el macho cabrio es rebelde en contra de seguir al pastor.